# Кремлянська дача
Кремлянська дача — заповідне урочище в Україні. Об'єкт Природно-заповідного фонду Сумської області.
Розташований в межах Ямпільської селищної ради Ямпільського району, на південь від с. Білиця.
Площа урочища - 11 га. Статус надано 28.07.1970 року. Перебуває у віданні ДП «Свеський лісгосп» (Дружбівське лісництво, кв. 53, діл. 6).
Статус надано для збереження в природному стані ділянки високобонітетного соснового лісу, що є зразком лісокультурної справи кінця ХІХ ст. В урочищі трапляються типові та рідкісні види рослин та тварин (заєць білий, горностай, глушець), що занесені до Червоної книги України.